# K1A1
O carro de combate coreano Type 88/K1 nunca escondeu sua origem, sendo do mesmo fabricante do carro de combate norte-americano Abrams.
Da mesma forma que o Abrams foi submetido durante os anos 90 a estudos para incorporar novo armamento principal e novos sistemas, o modelo coreano também sofreu o mesmo tipo de modernização, embora mais tarde.
O K1A1 está armado com um derivado do canhão Rheinmetal L/44 de 120mm, que equipa os Leopard 2 (até à versão A5), o Abrams M1A1 norte-americano e o Ariete italiano, bem como o Merkava israelense.
Assim como o M1A1, o K1A1 tem uma blindagem reforçada, embora não utilize as mesmas camadas do veículo norte-americano, que utiliza placas de urânio empobrecido.
Também foi modificado o sistema de gestão e controle de tiro que, em conjugação com o novo canhão de 120mm, dão ao carro de combate uma possibilidade de acerto ao primeiro disparo de 90%, mesmo em movimento e contra alvos móveis.
O sistema motriz mantém-se o mesmo, fabricado na Coreia do Sul sob licença da MTU alemã. O sistema de suspensão do veículo foi por sua vez especialmente desenhado para se adequar às circunstâncias do terreno sul coreano, muito montanhoso.
Este tanque é alimentado por um motor MTU MB 871 Ka-501, motor turbo diesel de 1200 cavalos, que está sendo produzido sob licença na Coreia do Sul. O K1A1 tem uma barra de torção e suspensão hidropneumática híbrido, que permite ao veículo "ajoelhar-se", aumentando o ângulo de depressão da arma principal. Este recurso é muito útil em terrenos montanhosos.
O K1A1 pode ultrapassar obstáculos na água de até 2,2 m de profundidade, após a montagem de um kit simples para tal fim. O veículo também pode ser equipado com sistema de remoção de minas.

## Principal Utilizador
- Coreia do Sul
- Designação Local: K1A1
- Quantidade Máx: 200 - Quantidade em serviço: 100

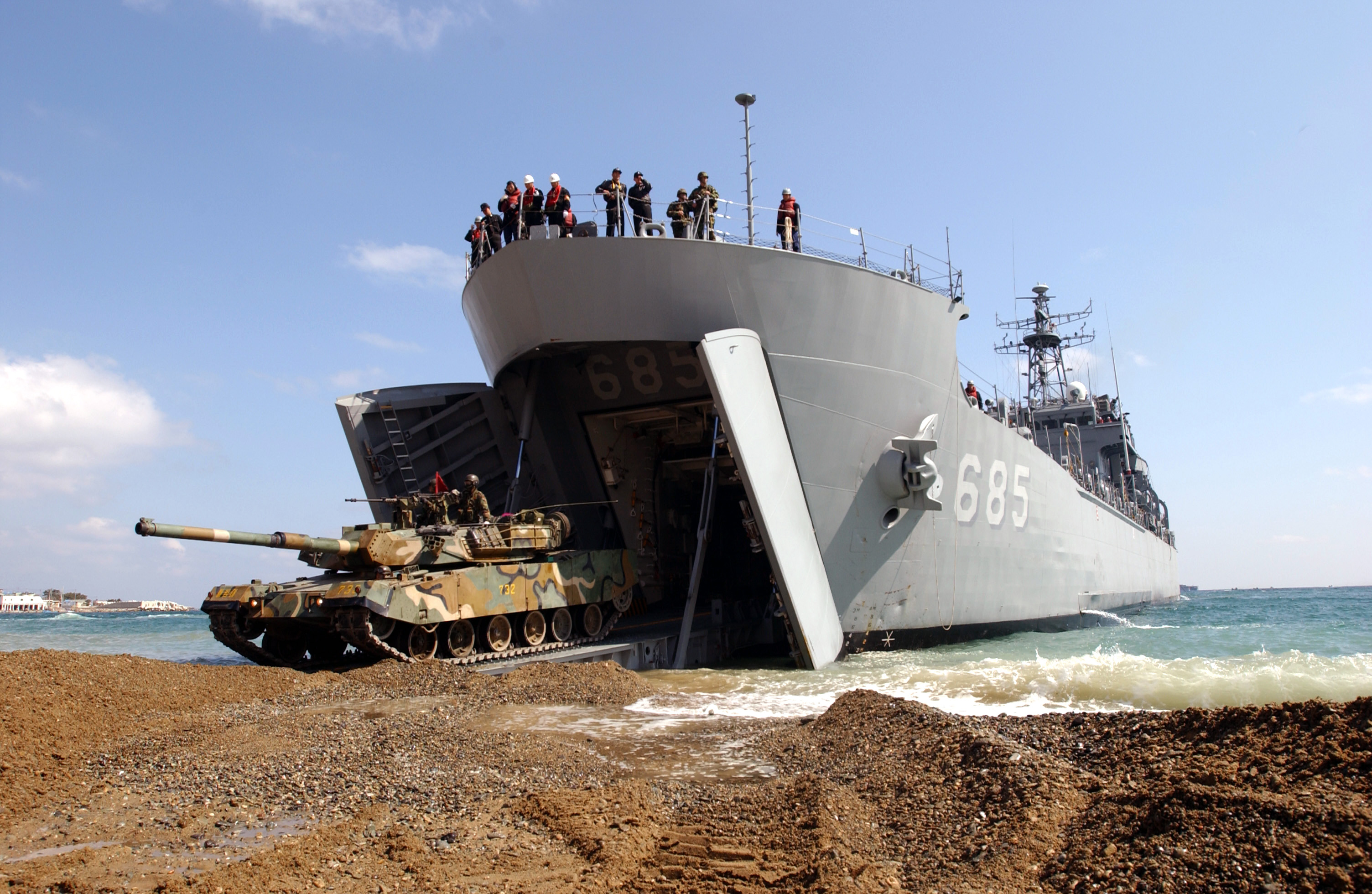
K1A1 em desembarque

- Situação operacional: Em serviço